# Fàbrica de Can Benet
La Fàbrica de Can Benet és una obra del municipi d'Ogassa (Ripollès) inclosa en l'Inventari del Patrimoni Arquitectònic de Catalunya.

## Descripció
Aquesta antiga fàbrica de ciment data de finals del segle xix. És notòria la seva xemeneia, així com tot el conjunt de forns i voltes rebaixades que recorden les de la fàbrica de l'ASLAND de Clot del Moro. En el moment present no presenta cap perill de desaparició i conserva la seva estructura antiga malgrat d'alguna necessària ampliació que ha sofert en els darrers anys.